# Marmerkeelmiersluiper
De marmerkeelmiersluiper (Epinecrophylla fulviventris; synoniem: Myrmotherula fulviventris) is een zangvogel uit de familie Thamnophilidae.

## Verspreiding en leefgebied
Deze soort komt voor van zuidoostelijk Honduras tot westelijk Ecuador.

## Status
De grootte van de populatie is niet gekwantificeerd maar de soort wordt omschreven als vrij algemeen. Op de Rode lijst van de IUCN heeft deze soort de status niet bedreigd.